# Miconia amacurensis
Miconia amacurensis är en tvåhjärtbladig växtart som beskrevs av John Julius Wurdack. Miconia amacurensis ingår i släktet Miconia och familjen Melastomataceae. Inga underarter finns listade i Catalogue of Life.